# Куча
 Тази статия е за града в Китай.  За окръга вижте Куча (окръг).  
Куча (на китайски: 库车; на пинин: Kùchē) е град в северозападен Китай, административен център на окръг Куча в префектура Аксу на Синдзян-уйгурския автономен регион. Населението му е около 70 300 души (2007).
Разположен е на 1 057 m надморска височина в оазис в северната част на Таримския басейн, в подножието на планината Тяншан. Селището съществува поне от началото на I хилядолетие пр.н.е. и в миналото е важна точка от Пътя на коприната. През I хилядолетие е център на една от основните държави в Таримския басейн, жителите му използват тохарски езици и са последователи на будизма. По-късно градът е завладян от уйгурите.